# Bitwa pod Spotsylvanią

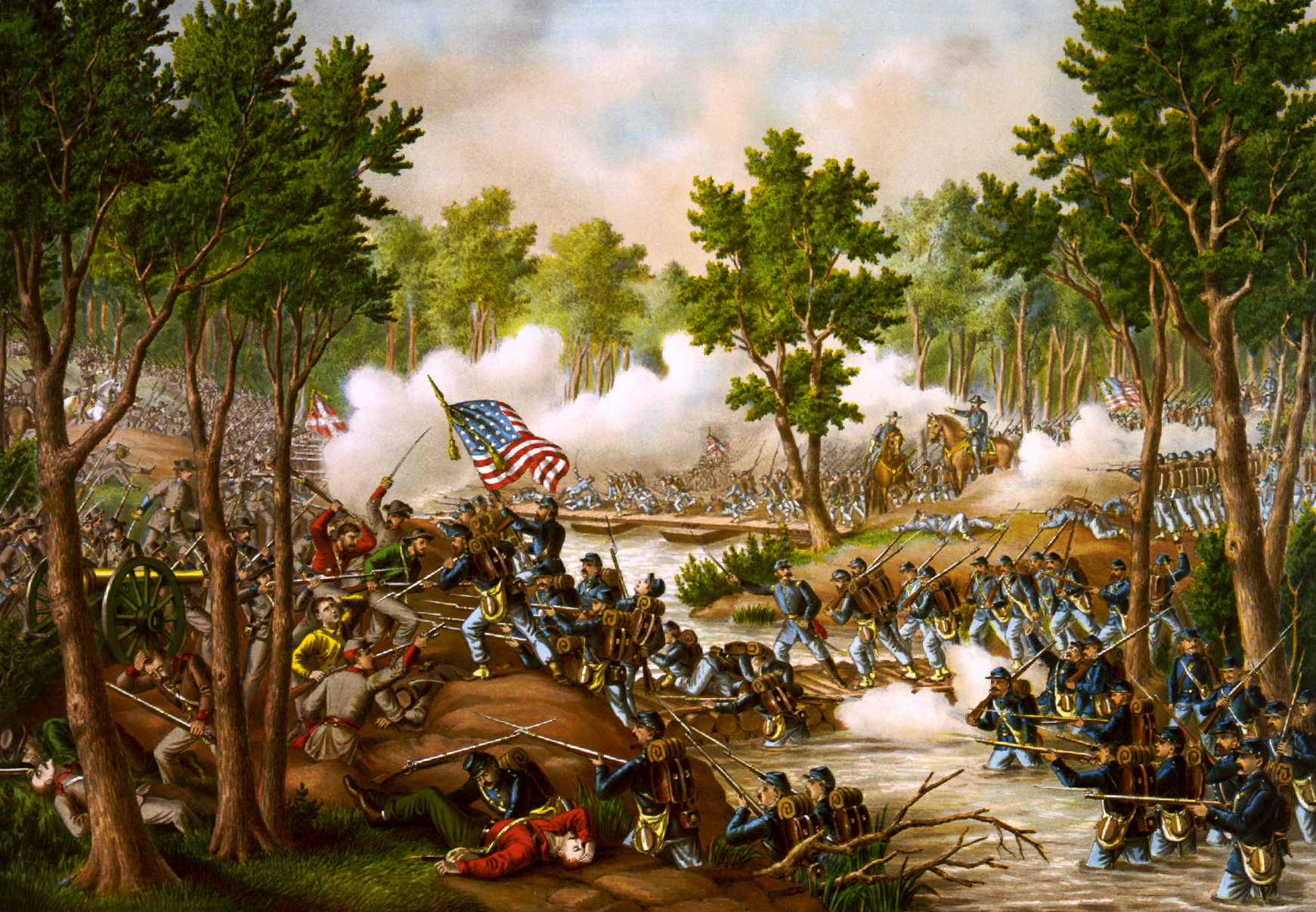
Bitwa pod Spotsylvanią

Bitwa pod Spotsylvanią – starcie zbrojne, które miało miejsce w dniach 8-21 maja 1864 roku w trakcie amerykańskiej wojny secesyjnej.
W roku 1864, po walkach w dziczy, w których zginęło 17 000 żołnierzy Unii oraz 11 000 konfederatów żadnej ze stron nie udało się uzyskać znaczniejszej przewagi.
Generał unionistów Ulysses Grant zarządził wymarsz w kierunku wsi Spotsylvania. Po drodze jednak musiał obejść lewą flankę armii południowców pod dowództwem generała Roberta E. Lee. Po dotarciu na miejsce Grant natknął się na silną obronę konfederatów skrytych za linią podwójnych okopów.
Pierwszy do natarcia ruszył 2 korpus generała Hancocka, który musiał przekroczyć 2 strumienie. Trwało to na tyle długo, że Lee zdążył wzmocnić swoje lewe skrzydło 2 dywizjami. Atak powiódł się tylko częściowo, gdyż zaledwie w kilku miejscach unionistom udało się przerwać linię obrony przeciwnika.
Następnie żołnierze północy pod dowództwem Emory Uptona obeszli drugą linię obrony konfederatów i uderzyli na nich od tyłu biorąc do niewoli ok. 1000 ludzi. Jednak kontratak południowców zmusił Granta do wycofania się przy dużych stratach. Powodem niepowodzenia było nienadejście w porę posiłków dla unionistów.
Grant skierował wówczas na konfederatów ogień swych 22 dział i zarządził atak 15 000 ludzi Hancocka. Atak przyniósł powodzenie, a konfederaci stracili wiele dział i ludzi wziętych do niewoli.
Kolejny kontratak konfederatów w padającym deszczu i mgle spowodował wielkie straty po obu stronach (bitwa nazywana jest krwawą bitwą spotsylwańską). W ograniczonej widoczności walczono głównie na bagnety i kolby karabinów. Dopiero wraz z zapadnięciem zmierzchu Lee, nie widząc sensu dalszej walki, nakazał swoim ludziom odwrót z pola bitwy.